# 100 Miles to Hell
100 Miles to Hell è un EP dei Venom pubblicato il 22 dicembre del 2017 via Spinefarm Records. Contiene 3 tracce ed è stato pubblicato il 22 dicembre del 2017 in formato vinile, audiocassetta e digital download.

## Tracce
Lato A
1. 100 Miles to Hell – 4:10

Lato B
1. We the Loud – 3:57
2. Beaten to a Pulp – 3:13

## Formazione
- Conrad "Cronos" Lant – voce, basso
- Stuart "Rage" Dixon – chitarra
- Danny "Danté" Needham – batteria